# Соломон Ворріорз
Футбольний клуб Соломон Ворріорз Хоніара або просто «Соломон Ворріорз» (англ. Solomon Warriors Football Club Honiara) — напівпрофесіональний футбольний клуб з міста Хоніара з Телеком С-Ліги.

## Історія
Клуб був заснований в 1981 році під назвою ФК «Анклс», і спочатку грав у футбол (7x7). Пізніше змінив назву на ФК «Уонтокс». А через деякий ас змінив назву га Solomon Warriors F.C., що в перекладі означає «Соломонові воїни». Свою назву клуб отримав на честь пам'яті про воїнів, які загинули під час Другої світової війни, відстоюючи свою батьківщину. З моменту свого заснування команда аж до 2003 року грала в різних аматорських турнірах. Коли ж, у 2003 році був заснований Чемпіонат Соломонових Островів з футболу, «Соломон Ворріорз» відразу був підвищений разом зі ще 7-ма клубами. Хоча у футбольній системі Соломонових Островів передбачено виліт з вищої ліги, «Соломон Ворріорз» жодного разу не підпадав під цю можливість. У 2006, 2008 та 2009 роках «Соломон Ворріорз» фінішував на третій позиції у Вищій лізі. У сезоні ж 2011/12 років клуб уперше виграв національну першість і отримав право зіграти у Лізі чемпіонів ОФК сезону 2012/13 років. Суперниками по групі стали вануатскій «Емікейл», фіджийский «Ба» і папуаський «Хекарі Юнайтед». Пізніше взяв участь в ще одному розіграші Ліги чемпіонів, але в обох випадках так і не зумів подолати груповий етап турніру.

## Досягнення
- Суперкубок Меланезії з футболу
  -  Володар (2): 2014, 2015
- Телеком С-Ліга
  -  Чемпіон (7): 2011/12, 2013/14, 2015/16, 2018, 2019/20, 2022/23, 2023
  -  Срібний призер (3): 2009/10, 2010/11, 2014/15
  -  Бронзовий призер (2): 2007/08, 2008/09
- Чемпіонська серія Телеком С-Ліги
  -  Чемпіон (2): 2011, 2012

## Склад команди
Станом на 7 квітня 2016
| №  | Поз. | Нац.               | Гравець                 |
| -- | ---- | ------------------ | ----------------------- |
| 1  | ВР   | Соломонові Острови | Самсон Коті             |
| 2  | ЗХ   | Соломонові Острови | Хадісі Аегарі (капітан) |
| 3  | ЗХ   | Соломонові Острови | Метсон Фені             |
| 4  | ЗХ   | Соломонові Острови | Фред Факарі             |
| 5  | НП   | Соломонові Острови | Денніс Іфунаоа          |
| 6  | ПЗ   | Соломонові Острови | Молеа Тігі              |
| 9  | НП   | Соломонові Острови | Джеррі Донга            |
| 10 | ПЗ   | Соломонові Острови | Альберт Уітні           |
| 11 | НП   | Соломонові Острови | Ієн Пая                 |
| 14 | ПЗ   | Соломонові Острови | Аугустайн Самані        |

| №  | Поз. | Нац.               | Гравець          |
| -- | ---- | ------------------ | ---------------- |
| 15 | ПЗ   | Вануату            | Даніель Нату     |
| 16 | ЗХ   | Соломонові Острови | Еммануель Пойла  |
| 18 | ПЗ   | Соломонові Острови | Генрі Фа'ародо   |
| 19 | НП   | Соломонові Острови | Гібсон Даудау    |
| 21 | ЗХ   | Вануату            | Браян Калтак     |
| 22 | ЗХ   | Соломонові Острови | Мілтон Фураї     |
| 24 | НП   | Вануату            | Кенсі Тангіс     |
| 26 | ЗХ   | Соломонові Острови | Луа Тайсара Мані |
| 27 | НП   | Соломонові Острови | Бенджамін Баеоро |
| 28 | ВР   | Соломонові Острови | Ентоні Тало      |

## Тренерський штаб
| Посада           | Ім'я         |
| Головний тренер  | Мозес Тоата  |
| Помічник тренера | Саені Даудау |
| Менеджер/Доктор  | Кентон Сейд  |
| Фізіотерапевт    | Чарльз Гауба |
| Прес-секретар    | Кентон Сейд  |